# Tha Trademarc
Tha Trademarc (ur. 21 kwietnia 1975 jako Marc Predka) – amerykański wokalista hip-hopowy, znany ze współpracy ze swoim kuzynem oraz zapaśnikiem w federacji World Wrestling Entertainment – Johnem Ceną. W 2005 roku wraz z Ceną wydał album pt. "You Can’t See Me", który sprzedał się w nakładzie 1 346 000 sztuk.
4 kwietnia 2008 wydał solowy album Inferiority Complex.
W sierpniu 2008 rozpoczął współpracę z grupą hip-hopową "East Coast Avengers", z którą pod koniec 2008 wydał album pt. Prison Planet. Wystąpił również w kilku odcinkach TNA Impact! – promocji wrestlingu, organizacji Total Nonstop Action Wrestling. Jest również autorem motywu muzycznego używanego obecnie przez zapaśnika Kurta Angle’a w TNA. Obecnie współpracuje z niezależnym artystą o pseudonimie T-Nova.

## Dyskografia

### Wraz z Johnem Ceną
- You Can’t See Me (wyd. 10 maja 2005) RIAA: Złoto

### Kariera solowa
- Inferiority Complex (4 kwietnia 2008) RIAA: bd

### Wraz z East Coast Avengers
- Prison Planet (7 października 2008) RIAA: bd